# Harmanpreet Singh
Pour les articles homonymes, voir Singh.
Harmanpreet Singh (en pendjabi : ਹਰਮਨ ਪ੍ਰੀਤ ਸਿੰਘ, et en hindi : हरमन प्रीत सिंह) est un joueur indien de hockey sur gazon qui joue en tant que défenseur de l'équipe nationale indienne. Il faisait partie de l'équipe de hockey qui a remporté la médaille de bronze pour l'Inde aux Jeux olympiques d'été de Tokyo 2020.
Il a été nommé dans l'équipe indienne pour les Jeux olympiques d'été de 2016,.
Il a été nommé "Joueur de l'année" masculin aux prix du meilleur joueur pour l'année 2020-2021.